# Christiaan Brunings
Christiaan Brunings est un ingénieur hydraulique néerlandais. Né le 3 novembre 1736 à Neckarau (actuellement intégré à Mannheim, il est décédé à Haarlem le 16 mai 1805.

## Biographie
Devenu inspecteur général des rivières des Provinces-Unies en 1769, il établit l'endiguement du Haarlemmermeer, fait construire le canal de dérivation du Waal et celui de Pannerden. On lui doit aussi une échelle graduée pour mesurer la montée des eaux pendant les crues et prévenir les inondations. 

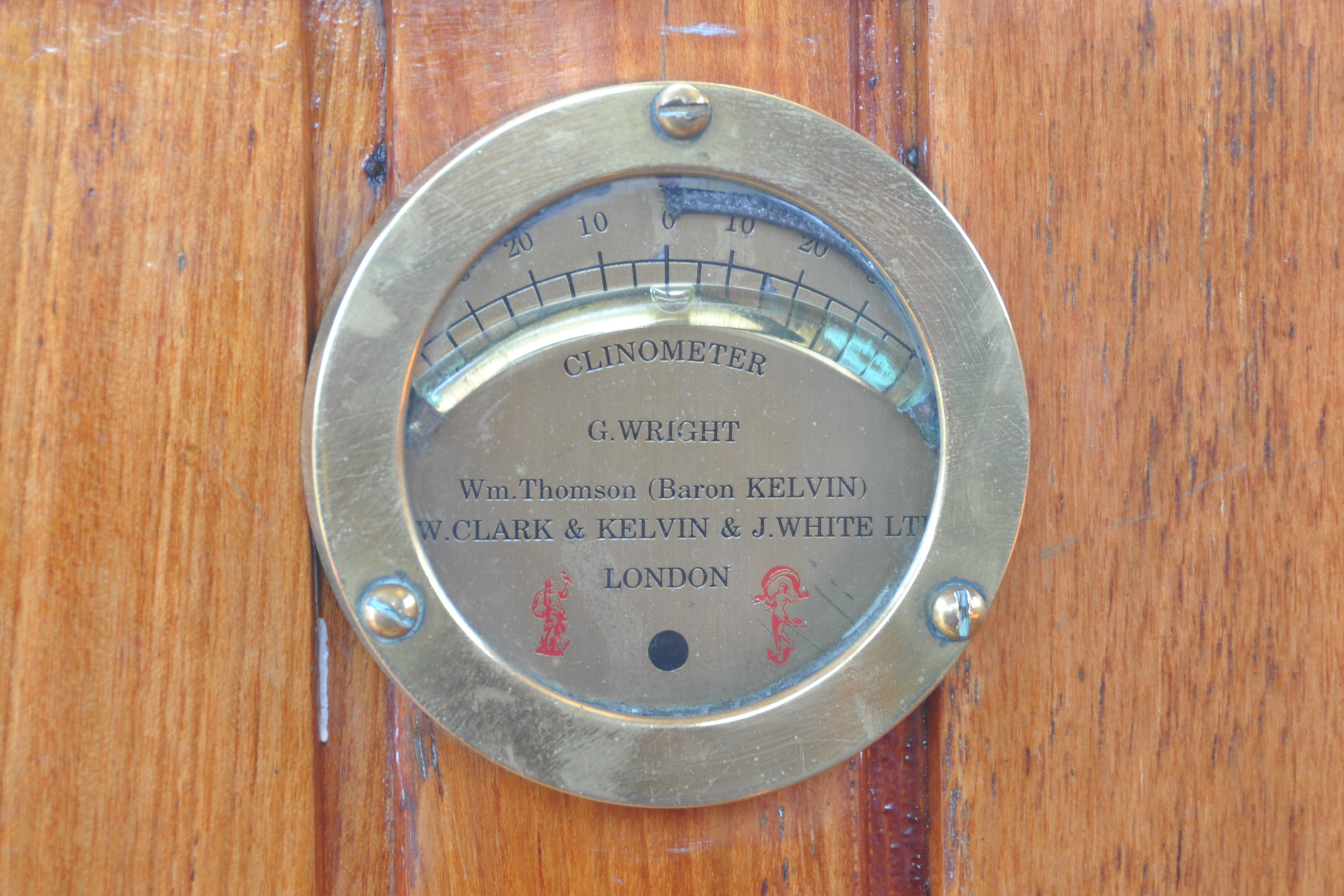
Échelle graduée de Christiaan Brunings.

Il est inhumé au cimetière de Haarlem.

## Hommage

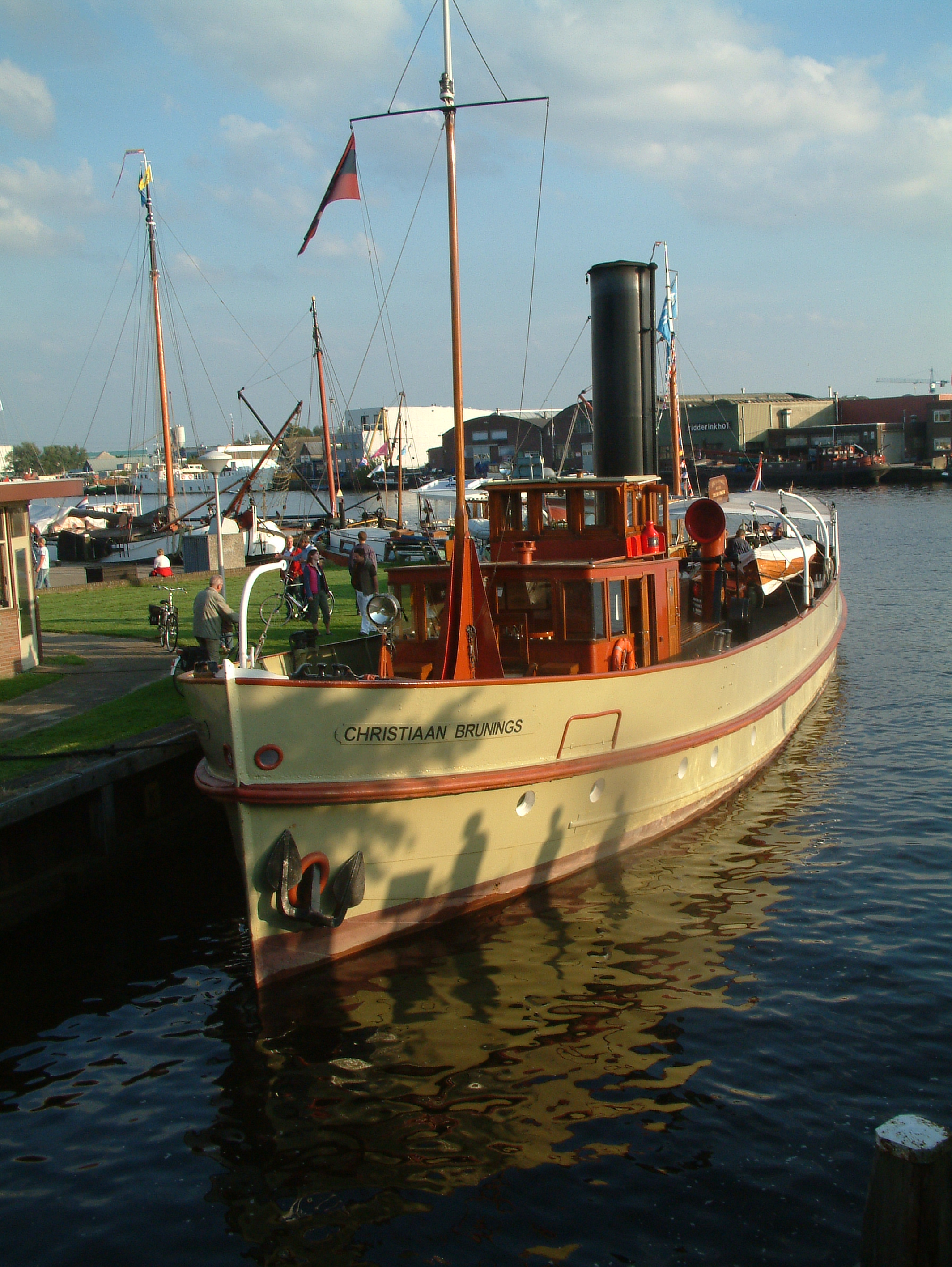
Le Christiaan Brunings

En 1900, son nom est donné à un brise-glace conservé depuis 1968 au Nederlands Scheepvaartmuseum à Amsterdam.